# Gurmatkal
Gurmatkal là một thị xã panchayat của quận Gulbarga thuộc bang Karnataka, Ấn Độ.

## Địa lý
Gurmatkal có vị trí 16°52′B 77°24′Đ / 16,87°B 77,4°Đ Nó có độ cao trung bình là 608 mét (1994 feet).

## Nhân khẩu
Theo điều tra dân số năm 2001 của Ấn Độ, Gurmatkal có dân số 16.927 người. Phái nam chiếm 50% tổng số dân và phái nữ chiếm 50%. Gurmatkal có tỷ lệ 50% biết đọc biết viết, thấp hơn tỷ lệ trung bình toàn quốc là 59,5%: tỷ lệ cho phái nam là 60%, và tỷ lệ cho phái nữ là 40%. Tại Gurmatkal, 15% dân số nhỏ hơn 6 tuổi.